# Guillermo Boido
Guillermo Boido (n. Buenos Aires, Argentina; 27 de julio de 1941 - f. 19 de octubre de 2013), poeta y escritor argentino.

## Trayectoria
Profesor de Historia de la Ciencia. Colaboró en revistas literarias y ha publicado obras de ciencia ficción. Con el título de "Poesía y creación" publicó un importante libro de entrevista al poeta Roberto Juarroz. "Es fácil atribuir a la formación científica de Boido su claridad conceptual, precisión verbal y síntesis expresiva; pero sólo un poeta es capaz de poner esos elementos al servicio de un contenido profundo y trascendente", escribió Haydée Breslav sobre la obra de este creador.
Editó cinco libros de poesías: "Situación", "Poemas para escribir en un muro", "Once poemas", "Veinticinco poemas" y "La oscuridad del alba".  Participó muestras de poesía argentina, nacionales y extranjeras. Parte de su obra ha sido traducida a al inglés, francés, portugués, alemán e italiano. Profesor en física y astronomía, realizó estudios en las facultades de Ingeniería y Ciencias Exactas y Naturales de la  Universidad de Buenos Aires. Especialista en educación científica e historia de la ciencia, ha sido profesor de las facultades de Filosofías y Letras, del Centro de Estudios Avanzados y Ciencias Exactas de la Universidad Nacional de La Plata.
Fue director del área de Historia y Fundamentos de la Ciencia del programa de capacitación docente Prociencia-CONICET. Es autor de cuatro libros de física elemental en colaboración con Alberto P. Maiztegui, y del ensayo de Einstein o la armonía del mundo (1980).

## Obras
- La-teología-de-Newton
- Boido, G. 1996. Noticias del Planeta Tierra. Galileo Galilei y la revolución científica. AZ editora. Buenos Aires.

- Datos: Q16301996